# Neoreneszánsz
A neoreneszánsz a historizmus azon fajtája, mely a reneszánsz stíluselemeit alkalmazza vagy utánozza. A neogótika után bontakozott ki, jelentős szerephez jutott Magyarországon. Eredete arra vezethető vissza, hogy a 19. század embere feltétlenül hitt a fejlődésben, a polgárosodásban, és a felvilágosodás óta a reneszánszot tekintették az újkor kezdetének.
Az építészek egyre inkább elszakadtak a romantikus építészet elveitől. A romantikus félköríves stílus és a neoreneszánsz közti átmenetet képviseli a magyarországi építészettörténet egyik vízválasztója, a Friedrich August Stüler tervezte MTA épülete. Az érett historizmus neoreneszánsz alkotásai: Ybl Miklós: Opera, Szent István-bazilika; Jókai Mór balatonfüredi villája; Pártos Gyula: Szent István-templom (Kiskunfélegyháza); esztergomi prímási palota. A historizmus késői szakasza, amit egyre inkább fáradt eklekticizmus jellemez akár egy épületen belül is, a neoreneszánszból fejlődött ki.
A két világháború közötti időben (1920-as, 1930-as évek) az újhistorizáló építészet keretén belül alkalmilag jelent meg a használata.